# Theridion cloxum
Theridion cloxum là một loài nhện trong họ Theridiidae.
Loài này thuộc chi Theridion. Theridion cloxum được Michael J. Roberts miêu tả năm 1983.